# Parafia św. Rocha w Białymstoku
Parafia pw. św. Rocha w Białymstoku  – rzymskokatolicka parafia należąca do archidiecezji białostockiej, metropolii białostockiej, znajdująca się w centrum Białegostoku. Parafia erygowana 20 maja 1925 r. przez biskupa diecezji wileńskiej Jerzego Matulewicza.
Kościół parafialny został zaprojektowany przez wybitnego architekta okresu międzywojennego  prof. Oskara Sosnowskiego jako Świątynia – Pomnik Niepodległości, symbol odradzającego się i suwerennego państwa polskiego.

## Historia
W dniu 9 lutego 1925 r. ks. Adam Abramowicz kanonik honorowy Kapituły Wileńskiej został nominowany na stanowisko proboszcza nowo powstającej parafii św. Rocha w Białymstoku przez bp Jerzego Matulewicza. Placówkę tę ks. Adam objął 1 maja tego roku, a 20 maja 1925 r. biskup Matulewicz wystawił dokument erekcyjny dla parafii św. Rocha w Białymstoku. Ośrodkiem nowo utworzonej parafii była niewielka murowana kaplica  z połowy XVIII w. na wzgórzu św. Rocha (dzieło Jana Klemensa Branickiego) oraz domek przy ul. Lipowej 49, służący za tymczasową plebanię dla księży.
Wybór jakiego dokonał metropolita wileński nie był przypadkowy ponieważ kościół białostocki nie był pierwszą świątynią budowaną przez ks. Abramowicza. Kiedy 27 września 1921 r. spłonął doszczętnie zabytkowy, pochodzący z 1779 r., kościół w Goniądzu, Kuria wileńska powierzyła parafię goniądzką i odbudowę spalonej świątyni ks. Abramowiczowi, doświadczonemu budowniczemu kościołów między innymi w Dereczynie k. Słonima i Uhowie koło Łap.
Budowę kościoła parafialnego w stylu modernistyczno-ekspresjonistycznym według projektu prof. Oskara Sosnowskiego na planie ośmioboku, składającego się z trzech stopniowo narastających brył zrealizowano w latach 1927–1946 z ogromnymi trudnościami. II wojna światowa, okupacja bolszewicka, niemiecka, a pomimo to budowa świątyni Pomnika Niepodległości trwała nieprzerwanie także i w tych niekorzystnych czasach. W roku 1940 po zbudowaniu pierwszego piętra wewnętrznych galerii świątyni Sowietom przyszedł pomysł odebrania jej parafii i przeznaczenia kościoła na cyrk. Sowieckie władze  okupacyjne dwukrotnie nakładali na parafię św. Rocha kontrybucję, na którą wędrowały  kosztowności parafian, aż do zupełnego ich wyczerpania, tak, że na drugą ratę kontrybucji w czerwcu 1941 r. nie zebrano odpowiedniej kwoty i miano oddać już mury nie dokończonej świątyni władzom sowieckim. Wybuch wojny radziecko-niemieckiej 22 czerwca 1941 r. zapobiegł  realizacji tych planów. Kościół konsekrował abp Romuald Jałbrzykowski w uroczystość św. Rocha w 1946 r.
Jednakową oprawę architektoniczną zyskał Dom Parafialny, wkomponowany w zespół zewnętrzny świątyni w sposób harmonijny, tak, że nie razi jego wielkość, złożona z 4 kondygnacji. Ścięte naroże bryły tej budowli, od  ul. Lipowej i al. Piłsudskiego nawiązują do typowych rozwiązań w zabudowie miejskiej Białegostoku. Prócz plebanii, wyposażony jest w salę teatralną Akcji Katolickiej,  mieści sale katechetyczne, bibliotekę parafialną, klasztor Sióstr Misjonarek Świętej Rodziny.

## Miejsca święte
Kościół parafialny
Kościół na wzgórzu św. Rocha pierwotnie, miał być realizacją wezwania Loretańskiej Litanii – Gwiazdy Zarannej symbolizującej jutrzenkę Niepodległości Polski. Charakter kościoła jest zasadniczym elementem pomnika Marii Królowej Polski. W 1936 r. na 78-metrowej wieży ustawiono figurę Matki Boskiej, 3-metrowej wysokości. Pomysł umieszczenia Immaculaty, a nie krzyża nie był nowy, powtarzał minaret zamienionej katedry (w latach 1672–1699) w Kamieńcu Podolskim na meczet muzułmański.
Kościoły filialne i kaplice
- Kaplica bł. Bolesławy Marii Lament w domu zakonnym Zgromadzenia Sióstr Misjonarek św. Rodziny w Białymstoku
- Kaplica akademicka pw. Matki Boskiej Częstochowskiej w kościele parafialnym nad zakrystią w Białymstoku
- Kaplica pw. św. Józefa Zgromadzenia Sióstr Franciszkanek od Cierpiących w Domu Pomocy Społecznej w Białymstoku
- Kaplica pw. Świętego Krzyża na plebanii w Białymstoku

## Proboszczowie
- ks. prałat Adam Abramowicz (2 lutego 1925)
- ks. prałat Piotr Maziewski
- ks. kan. Wacław Lewkowicz
- ks. kan. Andrzej Ziółkowski
- ks. prałat Tadeusz Żdanuk (2008-)